# Mauricio Espósito
Mauricio Espósito (Buenos Aires, 29 de noviembre de 1916 – 12 de septiembre de 1978) fue un actor de carácter de cine, teatro, radio, televisión y fotonovelas argentino de prestigiosa trayectoria.

## Carrera profesional
Recio actor argentino, iniciándose en el teatro y la radio, desde muy joven. Actuó con los grandes actores de la época, tales como Luis Sandrini, Olga Zubarry, Jorge Salcedo, Narciso Ibañez Menta, Pedro López Lagar entre otros.
Trabajó en cine, teatro, radioteatro, fotonovelas y televisión.

## Radioteatros
Como actor radiofónico trabajó en Radio Belgrano, luego por Radio Stentor hace el radioteatro policial Las aventuras de Carlos Norton, con la compañía radioteatral de Roberto Salinas. Trabajó también en el programa radial argentino de Alberto Migre Teatro Palmolive del Aire, junto a Oscar Casco e importante elenco por Radio El Mundo. Trabajó una larga temporada en los radioteatros de Nené Cascallar junto a primeras actrices como Hilda Bernard por Radio El Mundo junto a Celia Juárez y Dora Ferreyro en Radio Splendid.

## Fotonovelas
Tuvo rol protagónico en las fotonovelas de la Revista Idilio, de Editorial Abril Idilio Film, y Nocturno.

## Teatro
Participó en varias obras de teatro, junto a los grandes actores de su época. Protagonizando entre otras "Ha Llegado un Inspector" de John Boynton Priestley en el rol del Inspector Goole

## Filmografía
- Morir en su ley película argentina dirigida por Manuel Romero sobre su propio guion que se estrenó el 29 de septiembre de 1949 y que tuvo como protagonistas a Tita Merello, Roberto Escalada, Juan José Míguez y Fanny Navarro
- Apenas un delincuente película argentina del género de policial dirigida por Hugo Fregonese según su propio guion escrito en colaboración con Israel Chas de Cruz, Raimundo Calcagno, Tulio Demicheli y José Ramón Luna que se estrenó el 22 de marzo de 1949 y que tuvo como protagonistas a Jorge Salcedo, y Tito Alonso
- Bólidos de acero película argentina dirigida por Carlos Torres Ríos, sobre el guion de Ricardo Lorenzo y música de Astor Piazzolla que se estrenó el 16 de marzo de 1950 y que tuvo como protagonistas a Ricardo Passano, y Nelly Darén.
- La muerte está mintiendo película argentina dirigida por Carlos Borcosque sobre el guion de Abel Santa Cruz que se estrenó el 26 de julio de 1950 y que tuvo como protagonistas a Narciso Ibáñez Menta, y María Rosa Gallo
- Juan Mondiola película argentina dirigida por Manuel Romero sobre el guion de Alejandro Verbitsky y Emilio Villalba Welsh que se estrenó el 5 de septiembre de 1950 y que tuvo como protagonistas a Juan José Míguez, Elina Colomer y Laura Hidalgo
- Marihuana película argentina de 1950 dirigida por León Klimovsky que se estrenó el 27 de septiembre de 1950 con Pedro López Lagar y Fanny Navarro. La película entró en el Festival de Cannes de 1951.
- El seductor película argentina dirigida por Luis Bayón Herrera sobre el guion de Carlos A. Petit y Rodolfo Sciammarella que se estrenó el 12 de mayo de 1950 con Luis Sandrini, Elina Colomer y Blanquita Amaro
- Suburbio película argentina dirigida por León Klimovsky sobre el guion de Ulyses Petit de Murat que se estrenó el 16 de marzo de 1951 con las actuaciones de Pedro López Lagar, Fanny Navarro, Zoe Ducós y Pedro Maratea
- El Hincha película argentina dirigida por Manuel Romero, con guion de Manuel Romero, Julio Porter y Enrique Santos Discépolo, quien es también el protagonista junto a Diana Maggi y Mario Passano. El film fue estrenado el 13 de abril de 1951, en el cine Ocean de Buenos Aires.
- Mujeres en sombra película argentina estrenada el 25 de septiembre de 1951 dirigida por Catrano Catrani conl guion de Abel Santa Cruz y que tuvo como protagonistas a Elisa Christian Galvé, Perla Mux, Olinda Bozán, Diana Ingro y Berta Moss.
- Nace un campeón película argentina dirigida por Roberto Ratti según el guion de Rodolfo Sciammarella sobre el argumento de Bernardo Verbitsky y Emilio Villalba Welsh que se estrenó el 17 de abril de 1952 y que tuvo como protagonistas a Luis Ángel Firpo, Ricardo Castro Ríos, Gloria Ramírez y Raúl del Valle.
- La Parda Flora película argentina dirigida por León Klimovsky sobre su propio guion escrito en colaboración con Nathán Pinzón que se estrenó el 11 de julio de 1952 y que tuvo como protagonistas a Amelia Bence, Carlos Cores, Jacinto Herrera y Bernardo Perrone.
- Barrio gris película argentina, dirigida por Mario Soffici, protagonizada por Carlos Rivas y Alberto de Mendoza. Estrenada en Buenos Aires el 28 de octubre de 1954. Ganadora del Cóndor de Plata como mejor película de 1955.
- Vida nocturna (película) película argentina, dirigida por Leo Fleider según guion de Carlos A. Petit y Alfredo Ruanova que se estrenó el 18 de marzo de 1955 y que tuvo como protagonistas a Guillermo Battaglia, Tato Bores, José Marrone y Olinda Bozán. Actuaron la orquesta de jazz Santa Anita y la orquesta típica de Aníbal Troilo.
- Cuando Buenos Aires se adormece película argentina dirigida por Dino Minitti sobre el guion de Carlos Pérez Cánepa que se hallaba en laboratorios desde junio de 1955 pero que nunca llegó a estrenarse. Tuvo como protagonistas a Francisco de Paula, Diana Ingro, Enrique Chaico y Alita Román y fue filmada íntegramente en escenarios naturales.